# Worksop Manor
Worksop Manor est une maison de campagne du XVIIIe siècle classée Grade I à Bassetlaw, dans le Nottinghamshire. Il se trouve dans l'un des quatre domaines contigus de la région de Duchés dans le Nottinghamshire. Traditionnellement, le seigneur du manoir de Worksop peut assister un monarque britannique à son couronnement en fournissant un gant et en le mettant sur la main droite du monarque et en soutenant son bras droit. Worksop Manor est le siège des anciens seigneurs de Worksop.
La maison est une importante maison de campagne anglaise des familles Talbot et Howard entre les années 1580 et sa destruction par un incendie en 1761 ; une reconstruction encore plus grande n'est que partiellement achevée, et après 1777, elle est négligée et largement démantelée dans les années 1830.
Le bâtiment tel qu'il est aujourd'hui, fortement réduit et reconstruit mais toujours très grand, est pour la plupart des XVIIIe et XIXe siècle. Il a 2 et 3 étages de pierre de taille avec des toits en croupe d'ardoise, formant un quadrilatère d'environ 25 travées de large sur 14 travées de profondeur .

## Histoire

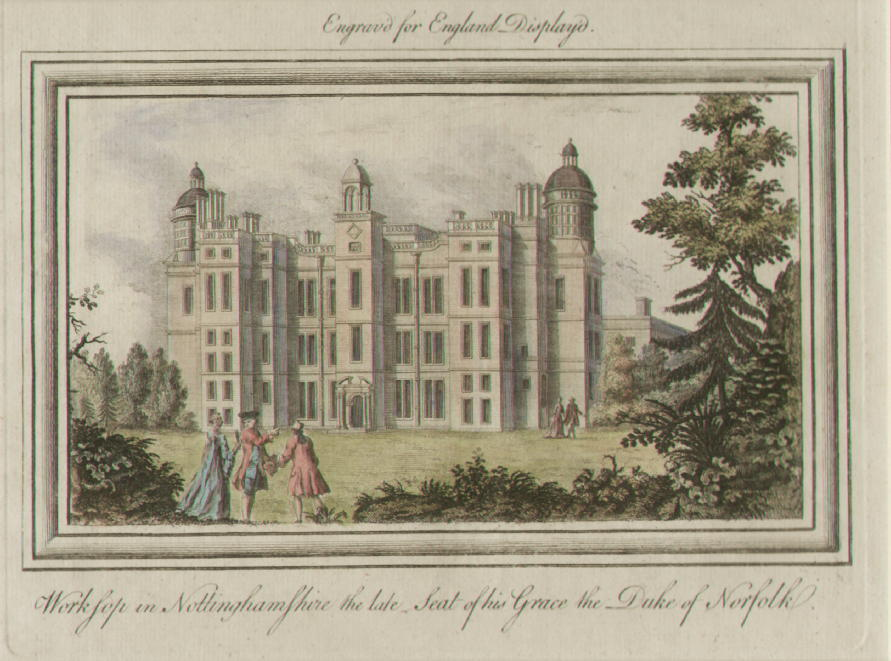
Le Smythson Worksop Manor, probablement publié peu après son incendie en 1761

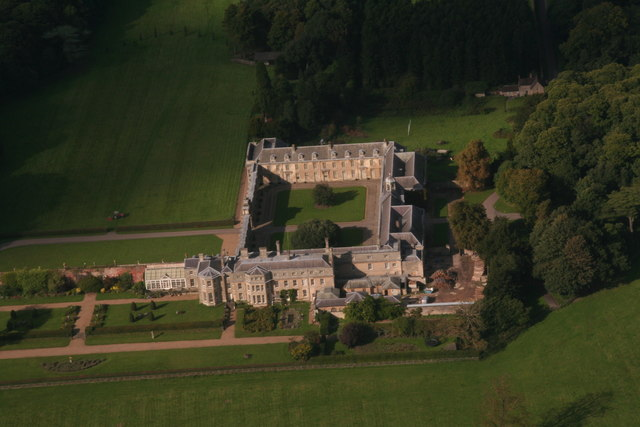
Vu du ciel, 2017

La famille Talbot possède Worksop Manor depuis le XIVe siècle. Son manoir est pendant quelque temps en 1568 la prison de Marie Stuart .
Dans les années 1580, une nouvelle maison est construite sur le site du très riche George Talbot (6e comte de Shrewsbury), probablement conçue par Robert Smythson. C'est un exemple de premier plan de la maison prodige élisabéthaine . Dans le même temps, Smythson conçoit également le Worksop Manor Lodge qui existe encore sous sa forme essentiellement originale jusqu'en 2007, date à laquelle il est incendié et est actuellement en cours de restauration. La loge, occupée par Roger Portington, gardien des parcs Worksop, est comparée à la villa des Médicis à Pratolino .
Le roi Jacques séjourne à la maison principale en 1603 sur son chemin vers le sud pour prendre le trône d'Angleterre. Anne de Danemark séjourne en juin 1603, tenant sa cour le jour de l'anniversaire du roi, le 19 juin. Elle donne à William Cecil, le jeune fils de Sir Robert Cecil, un bijou et l'attache à son oreille, et il danse avec la princesse Elizabeth, 7 ans .
La maison est très admirée, notamment pour sa longue galerie au dernier étage, dont une cheminée porte la date "1585" . En 1607, ides rumeurs circulent sur la grandeur d'un manoir que George Home (1er comte de Dunbar) construit dans les ruines du Château de Berwick. George Chaworth écrit à Gilbert Talbot (7e comte de Shrewsbury) disant qu'il a entendu que la longue galerie de Berwick ferait ressembler celle construite par son père à Worksop à un grenier .
A la fin du XVIIe siècle, la maison passe par mariage au duc de Norfolk, dans la famille duquel elle reste jusqu'en 1840. En 1701, le 8e duc de Norfolk double la taille de la maison, construit des écuries et aménage de grands jardins. Le 9e duc améliore également les jardins. Mary Howard, duchesse de Norfolk fait rénover la maison mais elle brûle en 1761 .

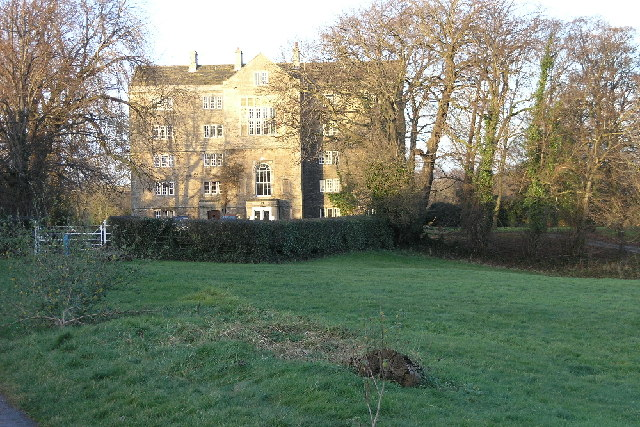
Manoir Worksop

Plus tard cette année-là, James Paine est chargé de construire un bâtiment pour remplacer le manoir élisabéthain incendié. Il prévoit un manoir à peu près carré avec un vaste hall dans la cour centrale qui aurait été l'une des plus grandes maisons jamais construites en Angleterre, si elle avait été achevée. Une seule aile est terminée lorsque les travaux s'arrêtent sur la maison en 1767, mais même cela est d'une ampleur grandiose. À la mort du 9e duc en 1777, le domaine passe à un cousin éloigné, âgé de 57 ans et vivant dans le Surrey. Ni lui ni ses successeurs immédiats ne vivent à Worksop et le domaine est négligé. Le 12e duc le donne à son fils, le comte de Surrey, en 1815.
En 1838, le comte de Surrey vend le domaine au duc de Newcastle de Clumber Park (en) à proximité pour 375 000 £, qui dépouille la maison. Il démolit l'aile principale de la maison avec de la poudre à canon, après avoir vendu le plomb du toit et quelques accessoires, car il n'est intéressé que par l'ajout du terrain à son propre domaine. Malgré l'argent reçu du sauvetage et du bois, il fait une perte énorme sur l'achat qui semble avoir été animé par un sentiment anti-catholique, le duc de Norfolk ayant été un aristocrate catholique de premier plan. Après un certain nombre d'années, les parties survivantes de la maison, c'est-à-dire l'écurie, l'aile de service et une partie de l'extrémité est du bâtiment principal, ont été réformées en un nouveau manoir, qui est loué pendant plusieurs années par Lord Foley et ensuite par William Isaac Cookson, un fabricant de plomb. En 1890, une grande partie du domaine est vendue aux enchères ; la maison et le parc attenant sont achetés par Sir John Robinson, un homme d'affaires de Nottingham, qui abat de nombreux arbres matures pour les vendre.